# Tecnologies d'Assistència
Les tecnologies d'assistència o de suport són qualsevol producte (incloent dispositius, equips, instruments, tecnologia i programari) que és utilitzat per a incrementar, mantenir o millorar les capacitats funcionals de persones amb discapacitat. L'específica per a les persones amb trastorn visual és la Tiflotècnia.
Si considerem que l'accessibilitat en el context de la HCI es refereix a l'accés de les persones amb discapacitat a les Tecnologies de la Informació (TIC). La interacció amb les TIC es pot veure afectada de diferents maneres per les habilitats individuals de l'usuari o limitacions funcionals que poden ser permanents, temporals, situacional o contextual. Per exemple, una persona amb funcions visuals limitades no serà capaç d'utilitzar un sistema interactiu que només proporciona una sortida gràfica, mentre que algú amb funcions de mobilitat o moviment de l'articulació de l'os limitat o que afecta les extremitats superiors, es trobarà amb dificultats per utilitzar un sistema interactiu que només accepta l'entrada a través del teclat i ratolí estàndard.
Accessibilitat en el context de la HCI té com a objectiu superar aquests obstacles mitjançant la presa de l'experiència d'interacció de les persones amb diverses limitacions funcionals o contextuals tan a prop com sigui possible a la de les persones sense aquestes limitacions.
Considerem doncs que les funcions humanes reals involucrades en la interacció són el moviment, la percepció i la cognició. En aquest context, l'accessibilitat implica que donat el grau de diversitat humana pel que fa a les funcions involucrades, l'accessibilitat requereix la utilització de dispositius alternatius i estils d'interacció per adaptar-se a diferents necessitats. A aquest tipus de dispositius se’ls denomia, Tecnologia d'Assistència (AT).
La Tecnologia Adaptativa més Populars inclou lectors de pantalla i pantalles Braille per a usuaris invidents, magnificadors de pantalla per als usuaris amb problemes de visió, d'entrada alternatius i dispositius de sortida per als usuaris amb problemes de motor (per exemple, teclats adaptats, emuladors de ratolí, palanca de comandament, interruptors binaris), navegadors especialitzats, i el text sistemes de predicció).
Aquest tipus de tecnologia pot ser comuna del mercat, especial o adaptat per al seu ús. L'ús d'aquestes tecnologies és permanent mentre existeixi la discapacitat de l'usuari. El desavantatge d'elles és que es troben disponibles a la venda només a les ciutats i això incrementa els costos per als que viuen allunyats d'aquestes.
Accés a les TIC a l'escola inclusiva
L'accés és oferir flexibilitat per a poder adaptar-se a les necessitats i interessos de cada alumne. La utilitat de les tecnologies a les escoles inclusives és oferir les mateixes oportunitats als alumnes amb NEE.
Hi ha dues fases per a l'accés a les TIC; mitjançant l'ús d'internet (navegadors i pàgines web) i d'aplicatius tecnològics.
Les barreres d'accés per alumnes amb problemes cognitius són cinc. La dificultat de llegir i comprendre, la massa d'informació a la pantalla, el baix contrast de colors de fons, multi nivell d'enllaços i les pàgines mal organitzades.
Per alumnes  amb problemes auditius els dificulta els vídeos no subtitulats, el só no adaptat a l'alumne i tota aquella informació auditiva.
Per alumnes amb problemes visuals els impedeix la facilitació a les TIC els enllaços indicats amb colors, les imatges sense descripció, llegir informació del monitor i la mobilització del ratolí pel monitor.
I les barreres d'accés per alumnes amb problemes motors  és el temps d'entrada i sortida que l'alumne té dificultat de control, les pantalles de navegació que necessites l'ús del ratolí i dificulten la navegació i l'ús del teclat i ratolí estàndard.
Existeixen dos solucions bàsiques per superar les barres de les TIC a les escoles inclusives.
La primera són els dispositius d'entrada d'informació com pantalles tàctils, emuladors de teclat i emuladors de ratolí (touchpad o trackpoint).
I la segona solució són els dispositius de sortida d'informació com la impressió ampliada, els sistemes de veu per vibració i la sortida en Braille.

## tècniques d'interacció
La següent taula resumeix les tècniques d'interacció es discuteixen en les seccions anteriors, els grups d'usuaris de destinació relacionades i les aplicacions més típiques.
| Text de capçalera         | Grups destinataris                                                           | Aplicacions                                                    |
| ------------------------- | ---------------------------------------------------------------------------- | -------------------------------------------------------------- |
| Discurs                   | Discapacitat visual Deteriorament Motor Nenes Avis                           | Sistemes de Telefonia de veu basada en sistemes de dictat      |
| Haptics                   | Discapacitat visual Discapacitat auditiva motora                             | Braille mostra de teledetecció                                 |
| Interacció per escaneig   | motor/de la parla                                                            | Aplicacions amb eines d'escaneig i emulació de teclat i ratolí |
| seguiment ocular          | motor amb deficiencies                                                       | eye-tipificació                                                |
| seguiment de gestos i cap | motor/ de la parla Discapacitat visual Discapacitat auditiva Nenes Gent gran | Domòtica Ratoli Emulació amb aplicacions Interruptors          |
| Interficies Cervell       | Motor/Parla                                                                  | Sistemes de comunicació de control informàtic                  |
| Llengua de signes         | Amb problemes d'audició                                                      | generació de llengua de signes registrat                       |